# Трем вагине
Трем вагине (лат. vestibulum vaginae) је део спољашњих полних органа жене. То је шупљина која је смештена између малих усана стиднице. Представља узан простор према улазу вагине ограничен хименом или његовим остацима, спреда клиторисом, бочно малим стидним уснама, позади ресицом малих стидних усана. Задњи део трема представљен је чунастом јамицом (лат. fossa vestibulli vaginae), која је смештена између вагиналног отвора и френулума малих стидних усана. Садржи вагинални и спољашњи уретерални отвор, отворе двеју великих (Бартолинијевих) жлезда, као и бројне мукозне, мање вестибуларне жлезде.
Заједно са осталим спољњим полним органима жене (лат. pudendum femininum): великим и малим уснама стиднице (лат. labia pudendi maiora et minora), стидним брежуљком (лат. vestibulum vaginae), девичњаком (лат. himen), дражицом (лат. clitoris) и великим тремним жлездама (лат. glandulae Bartholini), чини стидницу или вулву.